# Circulation entérohépatique
La circulation entérohépatique ou cycle entéro-hépatique est la circulation en boucle des acides biliaires à partir du foie où ils sont produits et sécrétés dans la bile, jusqu'à l'intestin grêle où ils permettent la digestion des graisses et d'autres substances, avec retour vers le foie.
- Les acides biliaires primaires, acide cholique et acide chénodésoxycholique, issus de la voie de formation des acides biliaires, sont conjugués dans le foie avec le glycocolle ou la taurine pour faire les sels biliaires primaires : acide glycocholique, glycochénate, taurocholate et taurochénate.
- Ces sels sont excrétés dans la bile vers l’intestin. Ils sont des cofacteurs indispensables à l’action de la lipase pancréatique au cours de la digestion des lipides, dans le duodénum et le jéjunum. Dans l’iléon, sous l’action des bactéries intestinales les sels biliaires sont déconjugués. L’acide cholique est partiellement transformé en acide désoxycholique (3α, 12α dihydroxy) et l’acide chénique en acide lithocholique (3α hydroxy). Le désoxycholique et le lithocholique sont les acides biliaires secondaires.
- Les acides biliaires primaires et secondaires sont réabsorbés dans l’iléon et transportés par la veine porte vers le foie. Une petite partie de ces acides biliaires traversent le foie et sont excrétés dans les urines. Tous les acides biliaires recaptés par le foie sont reconjugués comme les acides biliaires primaires, sauf le lithocholique qui est sulfoconjugué ou réoxydé en ursodésoxycholate, acide biliaire tertiaire. Les sels biliaires primaires et secondaires qui en sont issus sont excrétés à nouveau dans la bile : cette voie métabolique est le cycle entéro-hépatique des sels biliaires.
- Dans l’intestin enfin, les acides biliaires primaires et secondaires déconjugués sont également excrétés dans les fèces. Le sulfolithocholate n’est ni déconjugué, ni réabsorbé, donc obligatoirement excrété.
- Les acides biliaires sont les produits du catabolisme du cholestérol. Le cholestérol lui-même et les acides biliaires sont excrétés dans la bile vers l’intestin ; tous sont fortement réabsorbés mais une petite partie est éliminée dans les fèces, en quantité aussi importante que l’apport de cholestérol alimentaire et endogène (synthèse).[1]

## Historique
On doit sa première description, en 1868, au physiologiste allemand Moritz Schiff qui lui a laissé son nom (le cycle biliaire de Schiff).

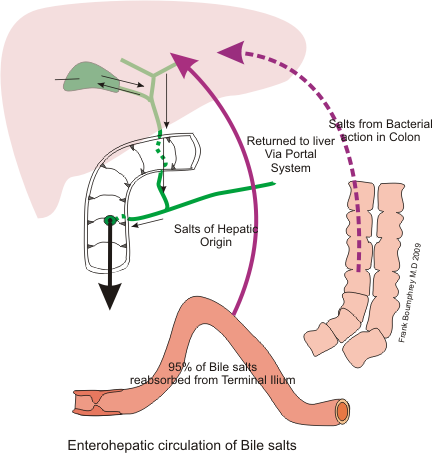
Le cycle des acides biliaires ou cycle de Schiff